# Daniel Hofmann (Naturbahnrodler)
Daniel Hofmann (* 1996) ist ein Schweizer Naturbahnrodler. Er startet seit 2011 im Weltcup sowie bei Welt- und Europameisterschaften.

## Karriere
Hofmanns erster grosser internationaler Wettkampf war die Weltmeisterschaft 2011 in Umhausen. Der Sportler des Schlittel- und Rodelclubs Grindelwald war mit 14 Jahren jüngster Teilnehmer und belegte im Einsitzer den 36. Platz unter 40 gewerteten Rodlern. Eine Woche später trat er bei der Junioreneuropameisterschaft 2011 in Laas an, bei der er unter 29 gewerteten Rodlern den 26. Rang belegte. Schliesslich gab er am Ende der Saison 2010/2011 beim Finale in Olang sein Debüt im Weltcup. Dabei fuhr er auf den 33. und letzten Platz. In der Saison 2011/2012 nahm Hofmann wieder an einem Weltcuprennen teil: In Železniki belegte er den 34. Rang, womit er diesmal zwei Rodler hinter sich liess. Auch bei internationalen Meisterschaften war der Grindelwalder wieder am Start. Er wurde bei der Juniorenweltmeisterschaft 2012 in Latsch 23. von 27 gewerteten und bei der Europameisterschaft 2012 in Nowouralsk 27. unter 31 gewerteten Rodlern.

## Erfolge

### Weltmeisterschaften
- Umhausen 2011: 36. Einsitzer

### Europameisterschaften
- Nowouralsk 2012: 27. Einsitzer

### Juniorenweltmeisterschaften
- Latsch 2012: 23. Einsitzer

### Junioreneuropameisterschaften
- Laas 2011: 26. Einsitzer

### Weltcup
- 2 Platzierungen unter den besten 35